# Сафоновская
Сафоновская — деревня в Вожегодском районе Вологодской области при впадении реки Серга в Ёмбу.
Входит в состав Нижнеслободского сельского поселения, с точки зрения административно-территориального деления — в Нижнеслободский сельсовет.
Расстояние по автодороге до районного центра Вожеги — 58 км, до центра муниципального образования Деревеньки — 9 км. Ближайшие населённые пункты — Барановская, Тимошинская, Ереминская.
По переписи 2002 года население — 17 человек.